# Scopula optivata
Scopula optivata là một loài bướm đêm thuộc họ Geometridae. Nó được tìm thấy ở Úc, bao gồm Tasmania.

## Hình ảnh

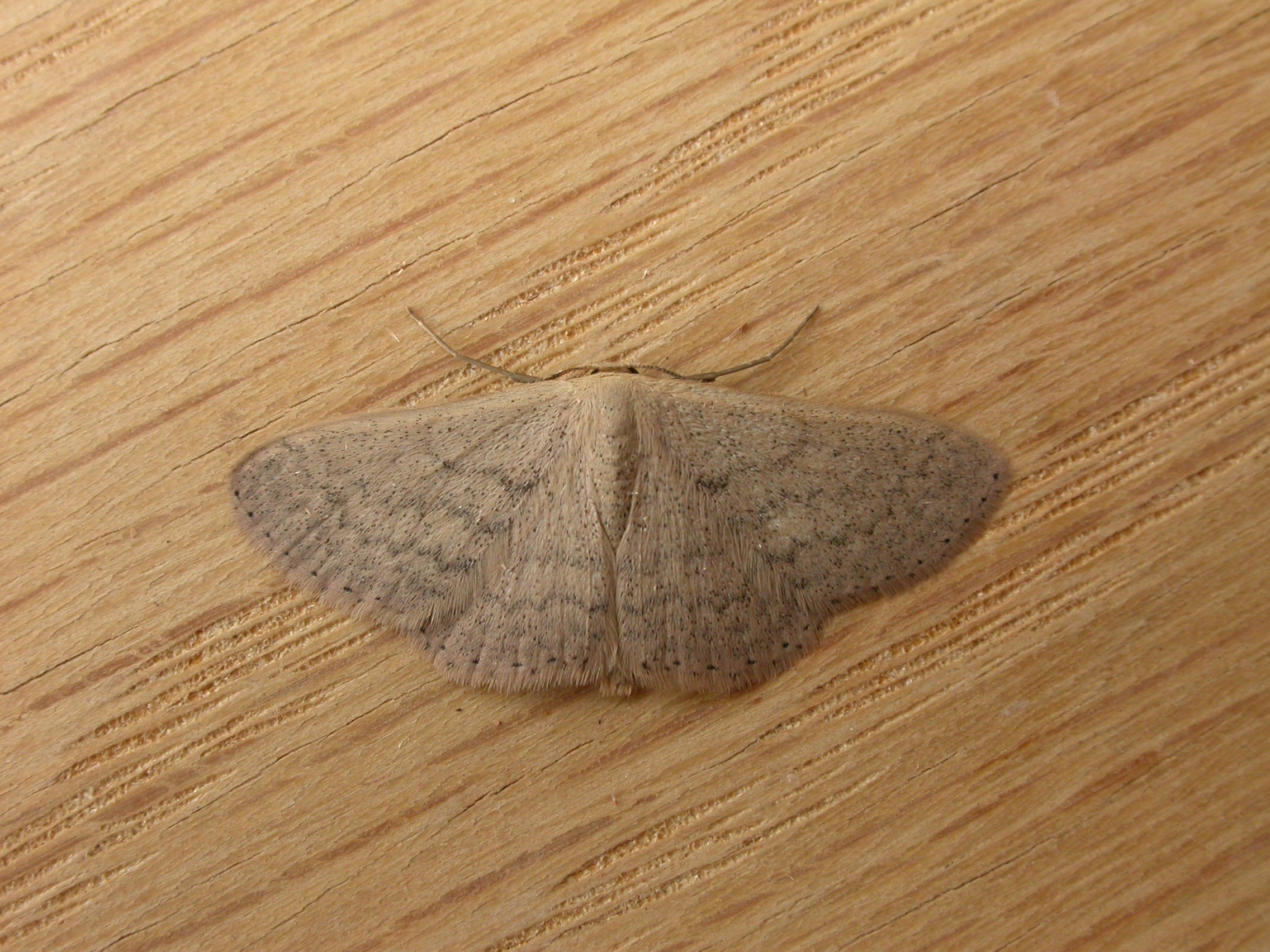